# 中部太平洋ハリケーンセンター

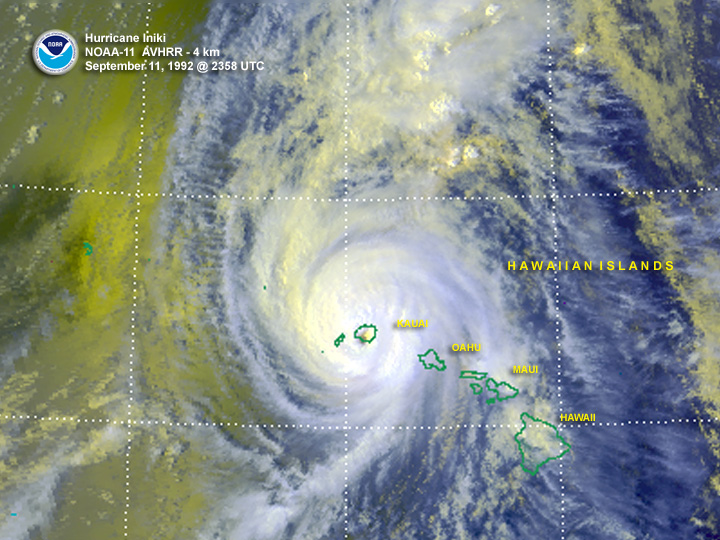
1992年9月11日、ハワイに総額30億ドル以上の損害をもたらしたハリケーン・イニキ

中部太平洋ハリケーンセンター (ちゅうぶたいへいようハリケーンセンター、英語: Central Paciffic Hurricane Center; CPHC) は、アメリカ合衆国国立気象局の一部門である。太平洋北中部海域で発生する熱帯低気圧やハリケーンに関連する気象現象の追跡および予報（警報、警戒情報、注意報）の発表業務を任務とする。当該海域のハリケーンシーズンは6月1日から11月30日まで続くとされている。
ハワイ州ホノルルを本拠とし、CPHCはハワイ大学マノア校のキャンパス内にある国立気象局のホノルル測候所と協力している。ホノルル測候所は中部太平洋地域で熱帯低気圧が発生あるいは他地域から進入してくると、CPHCと共同で予報業務を執り行う。
1970年のハリケーンシーズン以降、それまで合同台風警報センターが担っていた当該地域のハリケーンの観測・予報業務をCPHCが引き継いでいる。

## ハリケーンの命名体系
中部太平洋ハリケーンセンターは管轄区域で発生したハリケーンには伝統的なハワイの名前を命名している。
以下の4つにまとめられたリストから選択して命名する。1列目のリストにある名前を使い切った際には、2列目のリストへ、続いて3列目、4列目へと移り、1列目に戻る。大西洋と太平洋東部における名前リストとは異なり、当該年の最初のハリケーンは必ず"A"の名前から命名するという決まりはなく、翌年のシーズン最初の名前は前年の最後の名前の次から命名される。
| リスト 1 | リスト 2 | リスト 3 | リスト 4 |
| -------- | -------- | -------- | -------- |
| Akoni    | Aka      | Alika    | Ana      |
| Ema      | Ekeka    | Ele      | Ela      |
| Hone     | Hene     | Huko     | Halola   |
| Iona     | Iolana   | Iopa     | Iune     |
| Keli     | Keoni    | Kika     | Kilo     |
| Lala     | Lino     | Lana     | Loke     |
| Moke     | Mele     | Maka     | Malia    |
| Nolo     | Nona     | Neki     | Niala    |
| Olana    | Oliwa    | Omeka    | Oho      |
| Pena     | Pama     | Pewa     | Pali     |
| Ulana    | Upana    | Unala    | Ulika    |
| Wale     | Wene     | Wali     | Walaka   |